# Castello di Compiano
Il castello di Compiano è una fortificazione strettamente collegata al piccolo borgo di Compiano dell'alta val di Taro, in provincia di Parma.

## Storia

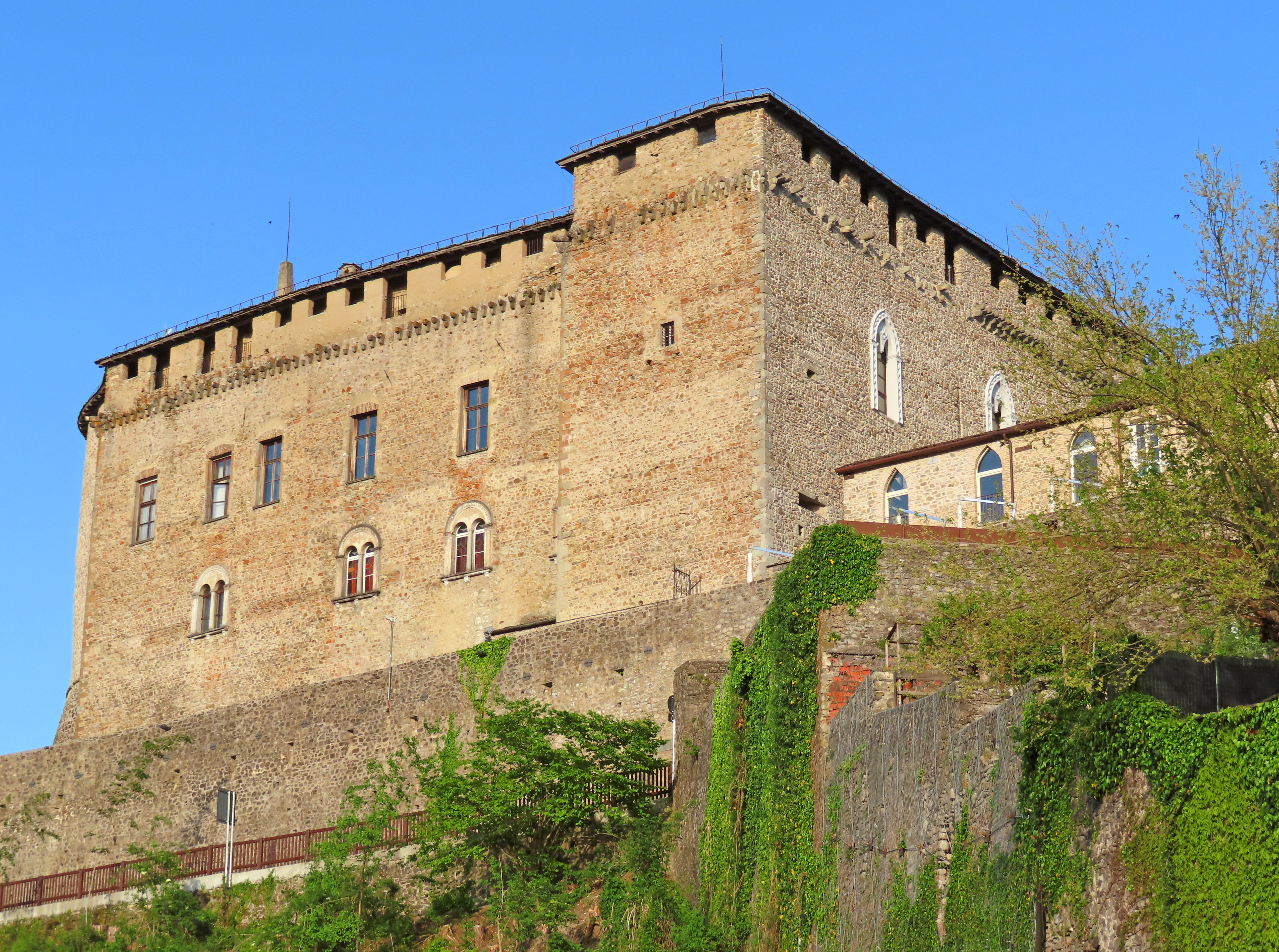
Facciata ovest

La prima testimonianza storica del castello, probabilmente esistente dal IX secolo, risale al 1141 quando era possesso della famiglia Malaspina che lo cedette al Comune di Piacenza. Tra il 1200 e il 1257 i Landi si impadronirono del territorio, superato il periodo delle lotte tra Guelfi e Ghibellini consolidarono il controllo sulle valli limitrofe con il dominio di Borgotaro e sul castello di Bardi. Il loro potere crebbe fino a che Filippo Maria Visconti li accusò di ribellione e il feudo passò alla famiglia Piccinino, per ritornare ai Landi alla sua morte. Il castello passò poi, assieme al feudo di Bardi, ai Farnese (anno 1682).
Il castello è attualmente di proprietà del comune.

## Descrizione

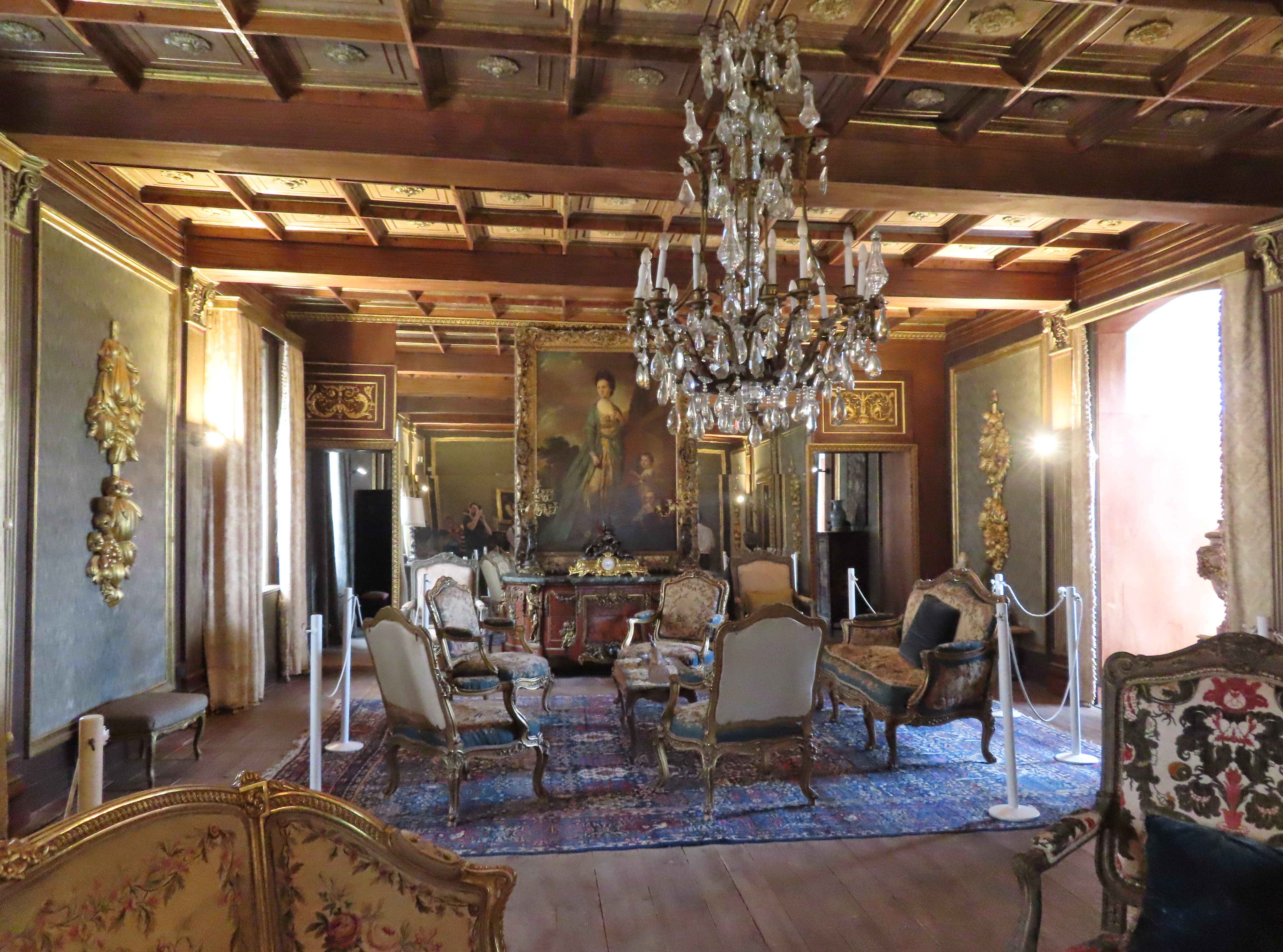
Sala di rappresentanza

Ha forma di quadrilatero irregolare costruito intorno al cortile interno, tre torri, una semicircolare, una quadrata e una a base circolare sporgono dagli angoli. L'accesso, in un unico punto, è consentito da un ponte in muratura preceduto da un particolare rivellino semicircolare. All'interno saloni riccamente decorati ospitano lussuosi arredi d'antiquariato.
Alcuni locali ospitano anche un museo massonico.

## Il borgo
Di forma triangolare è completamente circondato dalle mura con torrette e bastioni di varie forme. Particolarmente ben conservato, è percorso da strette stradine, vede il castello e la chiesa alle estremità più alte. Fa parte del circuito de i borghi più belli d'Italia.